# Бриенн (графство)
Графство Бриенн (фр. Comté de Brienne) — французское графство в исторической провинции Шампань. Столицей графства был Бриенн-ле-Шато (фр. Brienne-le-Château) к северо-востоку от города Труа.

## История
Согласно сообщению Флодоарда под 951 году 2 брата, Ангильберт и Готберт построили замок, откуда совершали набеги на окрестные владения. В итоге король Западно-Франкского королевства Людовик IV в 951 году смог захватить замок и разрушить его. Около 968 года Ангильберт I упоминается с графским титулом. Он стал родоначальником рода де Бриенн.
Графы де Бриенн были одними из крупнейших вассалов графов Шампани. Особенно они выдвинулись во время Крестовых походов, в которых приняли участие многие представители рода. Благодаря тому, что один из представителей рода, Иоанн де Бриенн (ок. 1148—1237), женился на Марии Монферратской, королеве Иерусалима, а позже стал императором Латинской империи, графы де Бриенн смогли приобрести владения в Иерусалимском королевстве. После смерти короля Кипра Гуго II в 1267 году граф Гуго де Бриенн претендовал на кипрскую корону (его мать была старшей дочерью короля Кипра Гуго I), однако Высший совет предпочёл ему Гуго Антиохийского, ставшего королём Кипра под именем Гуго III. Все попытки Гуго силой захватить Кипр успехами не увенчались, однако его потомки сохранили права на Кипрское и Иерусалимское королевство. Позже Гуго связал свою судьбу с королём Сицилии Карлом I Анжуйским, получив от него графство Лечче и сеньорию Конверсано в Южной Италии.
Сын Гуго, Готье V де Бриенн, в 1308 году унаследовал также герцогство Афинское, однако погиб в 1311 году, после чего герцогство было захвачено каталонскими наёмниками, известными в истории под названием Каталонская Компания. Вожди каталонцев признавали номинальными герцогами Афинскими членов сицилийской ветви Арагонского королевского дома. Все попытки сына Готье V, Готье VI де Бриенн вернуть себе герцогство, успехами не увенчались, после чего он перебрался во Францию, поступив на службу к королю Филиппу VI. Он был одним из военачальников королей Франции во время Столетней войны, получив в 1356 году должность коннетабля Франции, однако погиб в том же году во время битвы при Пуатье. Выживших наследников мужского пола у него не было, поэтому графство Бриенн унаследовала его сестра Изабелла де Бриенн (ум. 1360), бывшая замужем за Готье III д’Энгиен.
После смерти Изабеллы графство унаследовал её сын Сойе II д’Энгиен. В 1380 году посредством брака графство Бриенн перешло к Жану де Люксембург-Линьи, сеньору де Бовуа, происходившего из французской ветви Люксембургского дома. Его потомок, Карл II де Люксембург-Линьи, граф де Бриенн и де Линьи, в 1587 году получил титул герцога-пэра, однако он умер в 1608 году, так и не получив в парламенте регистрации королевских грамот, которые возводили графство Бриенн в герцогство-пэрство.
Детей у Карла не было, так что Бриенн унаследовала его сестра Луиза (ум. 1647), передавшая графство Луизе де Беон (ум. 1665), своей дочери от брака с Бернаром III де Беон дю Массе (ум. 1608), маркизом де Бутвиль. Луиза вышла замуж за Генри Огюста де Ломени (1594—1666), государственного секретаря в правительстве кардинала Мазарини во время малолетства короля Людовика XIV. Их потомки были графами де Бриенн до 1794 года, когда Луи Мари Атанас де Ломени (1730—1794) был гильотинирован во время Французской революции вместе с четырьмя другими членами семьи.

## Список графов де Бриенн
Дом де Бриенн
- после 951 — после 968: Ангильберт I (ум. после 968), граф де Бриенн в 968
- после 980 — после 1008: Ангильберт II (ум. после 1008), граф де Бриенн в 1004—1008, возможно — сын предыдущего
- после 1008 — после 1035: Ангильберт III (ум. после 1035), граф де Бриенн в 1027—1035, сын предыдущего
- после 1035 — ок. 1090: Готье (Гоше) I (ум. ок. 1090), граф де Бриенн, сын предыдущего
- ок. 1090 — ок. 1114/1125: Эрар I (ум. ок. 1114/1125), граф де Бриенн с ок. 1090, крестоносец, сын предыдущего
- ок. 1114/1125 — до 1161: Готье (Гоше) II (ум. до 1161), граф де Бриенн с ок. 1114/1125, сеньор де Рамерю, крестоносец, сын предыдущего
- до 1161—1190/1191: Эрар II (ум. 1190/1191), граф де Бриенн с до 1161, крестоносец, сын предыдущего
- 1190/1191 — 1205: Готье (Гоше) III (ум. 1205), граф де Бриенн с 1190/1191, князь Таренто, герцог Апулии и граф Лечче (Готье I) с 1200, титулярный король Сицилии с 1201, крестоносец, сын предыдущего
- 1205 — 1244/1247: Готье (Гоше) IV Великий (ум. 1244/1247), граф де Бриенн с 1205, граф Яффы и Аскалона (Готье I) с 1221, сын предыдущего
- 1244/1247 — 1260/1261: Жан (ум. 1260/1261), граф де Бриенн с 1244/1247, сын предыдущего
- 1260/1261 — 1296: Гуго (ок. 1240—1296), граф де Бриенн с 1260/1261, граф Лечче с 1268, сеньор Конверсано с 1266, брат предыдущего
- 1296—1311: Готье (Гоше) V (ок. 1278—1311), граф де Бриенн, ди Лечче (Готье II) и граф ди Конверсано (Готье I) с 1296, герцог Афинский (Готье I) с 1308, сын предыдущего
- 1311—1356: Готье (Гоше) VI (1302—1356), граф де Бриенн, ди Лечче (Готье III), граф ди Конверсано (Готье II) и титулярный герцог Афинский (Готье II) с 1311, коннетабль Франции с 1356, сын предыдущего
- 1356—1360: Изабелла (ум. 1360), графиня де Бриенн с 1356, дама де Рамерю, титулярная графиня ди Конверсано и титулярная герцогиня Афинская с 1356, сестра предыдущего
муж: Готье III (5 июня 1302—1345), сеньор д’Энгиен

Дом д'Энгиен
- 1360—1364: Сойе (ум. 1364), сеньор д’Энгиен (Сойе II) с 1345, граф де Бриенн с 1360, титулярный граф ди Конверсано и титулярный герцог Афинский с 1360, сын предыдущего
- 1364—1381: Готье (Гоше) VII (ум. 1381), сеньор д’Энгиен (Готье IV), граф де Бриенн, титулярный граф ди Конверсано и титулярный герцог Афинский с 1364, сын предыдущего
- 1381—1394: Людовик I (ум. 1394), сеньор д’Энгиен, граф де Бриенн, титулярный граф ди Конверсано и титулярный герцог Афинский с 1381, брат Сойе
- 1394—1397: Маргарита (ум. после 1397), дама д’Энгиен, графиня де Бриенн, титулярная графиня ди Конверсано и титулярная герцогиня Афинская с 1397, дочь предыдущего
3-й муж: Жан де Люксембург-Линьи (1370—1397), сеньор де Бовуа и де Ришбур

Дом Люксембург-Линьи
- 1397—1433: Пьер I де Люксембург-Сен-Поль (1390—1433), граф де Бриенн и ди Конверсано с 1397, граф де Сен-Поль с 1430, сын предыдущего
- 1433—1475: Людовик II (1418—1475), граф де Бриенн и ди Конверсано и де Сен-Поль (Людовик II) с 1433, коннетабль Франции с 1465, сын предыдущего
- 1475—1482: Пьер II (ок. 1440—1482), граф де Бриенн и ди Конверсано и де Сен-Поль с 1475, граф де Марль и де Суассон с 1476, сын предыдущего
- 1482—1519: Антуан I (ум. 1519), граф де Бриенн и де Русси с 1482, граф де Линьи с 1495, брат предыдущего
- 1519—1530: Карл I (ум. 1530), граф де Бриенн и де Русси и де Линьи с 1519, сын предыдущего
- 1530—1557: Антуан II (ум. 1557), граф де Бриенн и де Русси и де Линьи с 1530, сын предыдущего
- 1557—1576: Жан (ум. 1576), граф де Бриенн и де Русси и де Линьи (Жан IV) с 1557, сын предыдущего
- 1576—1608: Карл II (ум. 1608), граф де Бриенн и де Русси и де Линьи с 1576, сын предыдущего
- 1608—1647: Луиза I (ум. 1647), графиня де Бриенн и де Русси и де Линьи с 1608, сестра предыдущего
2-й муж: Бернар III де Беон дю Массе (ум. 1608), маркиз де Бутвиль, губернатор Сентонжа, Ангумуа и Лимузена

Дом де Беон
- 1647—1665: Луиза II (ум. 1665), графиня де Бриенн с 1647, дочь предыдущего
муж: Анри-Огюст де Ломени (1594—1666), министр иностранных дел Франции 1643—1663, граф де Бриенн с 1647

Дом де Ломени
- 1666—1698: Луи Анри де Ломени (1636—1698), граф де Бриенн с 1666, сын предыдущего
- 1698—1743: Андре Луи Анри (1656—1743), граф де Бриенн с 1698, сын предыдущего
- 1743—1758: Николас Луи (1689—1758), граф де Бриенн с 1743, сын предыдущего
- 1758—1794: Луи Мари Атаназ (1730—1794), граф де Бриенн с 1758, сын предыдущего